# Stictoptera confluens
Stictoptera confluens är en fjärilsart som beskrevs av Walker 1857. Stictoptera confluens ingår i släktet Stictoptera och familjen nattflyn. Inga underarter finns listade i Catalogue of Life.